# مريم غني
مريم غني (بالإنجليزية: Mariam Ghani) هي فنانة أمريكية، ولدت في 1978 في نيويورك في الولايات المتحدة وإبنة رئيس أفغانستان السابق أشرف غني.

## وصلات خارجية
- مريم غني على موقع IMDb (الإنجليزية)
- مريم غني على موقع كينوبويسك (الروسية)